# Elaeocarpus obovatus
Elaeocarpus obovatus es un árbol del bosque lluvioso del este de Australia. Crece cerca del poblado de Wyong (33° S) en Nueva Gales del Sur hasta Proserpine, Queensland (20° S) en el trópico.
Distribución
Se encuentra en los bosques templados y subtropicales de baja altitud. Es menos frecuente en los bosques más secos del interior, los bosques lluviosos del litoral y en áreas pantanosas a nivel del mar. Algunos de los nombres comunes incluyen Quandong duro (Hard Quandong), Palo blanco (Whitewood), Carabeen verde (Grey Carabeen), Baya de olivo de pecas (Freckled Oliveberry) Fresno arándano (Blueberry Ash). Sin embargo, fresno arándano se usa más para llamar al relacionado Elaeocarpus reticulatus.

## Descripción
Es un árbol grande y hermoso, que crece a una altura de 45 metros, y 150 cm de diámetro en el tronco. La superficie exterior es lisa, gris y delgada con irregularidades corchosas. El tronco es cilíndrico pero está muy ensanchado en la base, particularmente en los árboles maduros. Las hojas son obovadas o elípticas, alternadas y dentadas en los dos tercios superiores de la hoja. La vena central está levantada tanto en el haz como en el envés, las venas laterales y las de la red son más notables en el envés.
Flores blancas aparecen desde septiembre a noviembre en racimos. El fruto es una  drupa azul de 6 a 12 mm de largo. Es oval o globular conteniendo un centro duro y rugoso y una sola semilla. La fructificación ocurre entre enero y abril. Como muchos de los árboles de Elaeocarpus de Australia, la germinación es lenta y difícil, sin embargo los esquejes han probado ser más exitosos.

## Taxonomía
Elaeocarpus obovatus fue descrita por George Don  y publicado en A General History of the Dichlamydeous Plants 1: 559. 1831.
Sinonimia
- Elaeocarpus eucalyptifolius Knuth
- Elaeocarpus parviflorus A.Rich.
- Elaeocarpus pauciflorus A.Rich.
- Elaeocarpus pauciflorus Walp.[2]